# كريستوفر بولج
إرنست جون كريستوفر بولج CBE FRS ‏(16 أغسطس 1926 - 17 أغسطس 2006) كان عالم أحياء إنجليزيًا، اشتهر بعمله في الحفظ بالتبريد.